# Calameae
Die Calameae sind eine Tribus der Palmengewächse (Arecaceae). Sie umfasst die als Rattan bezeichneten kletternden Palmen.

## Merkmale
Die Vertreter sind baumförmige, stammlose oder kletternde Palmen. Sie sind vorwiegend diözisch, sie blühen einmal (hapaxanth) oder mehrmals (pleonanth). Die Blätter sind gefiedert, stachelig, wobei die Stacheln regelmäßig oder fast regelmäßig in Wirteln angeordnet sind. 
Die Samen besitzen meist eine Sarcotesta. Der Pollen besitzt meist zwei Keimöffnungen (diaperturat). 

## Verbreitung
Die Vertreter kommen in den tropischen und subtropischen Gebieten der Alten Welt vor: Afrika, Asien und Australien. 

## Systematik
Die Tribus Calameae gehört in die Unterfamilie Calamoideae innerhalb der Familie Arecaceae. Die Tribus im Sinne von Dransfield et al. (2008) werden in den meisten Studien als natürliche Verwandtschaftsgruppe (Monophylum) identifiziert. Ihre Schwestergruppe sind die Lepidocaryeae.
Die Tribus wird in sechs Subtriben unterteilt, die Beziehungen zwischen den ersten vier genannten sind unzureichend bekannt, obwohl sie morphologisch sehr ähnlich sind:

### Subtribus Korthalsiinae
Es sind kletternde, zwittrige und hapaxanthe Palmen. Die Stämme verzweigen sich. Die Blätter besitzen Ranken ohne Akanthophylle. 
- Korthalsia Blume

### Subtribus Salaccinae

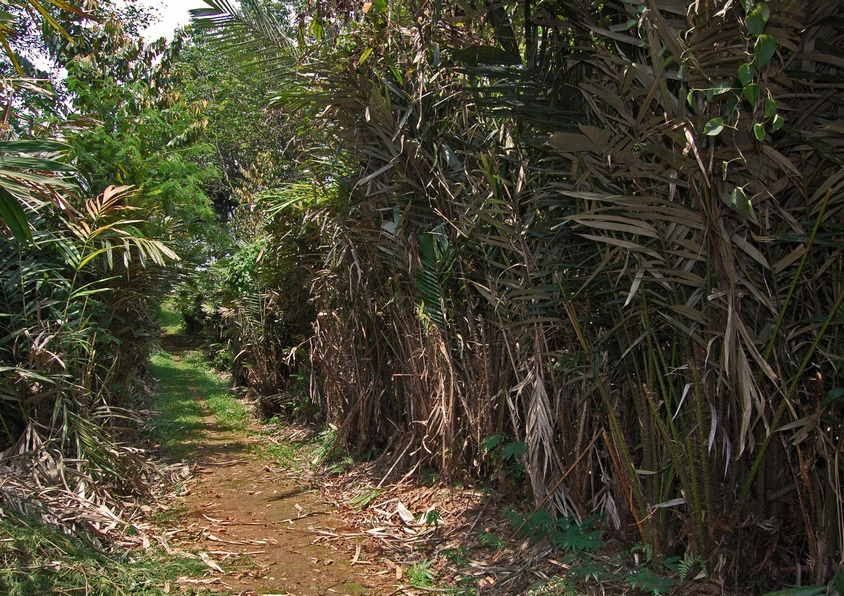
Plantage der Salakpalme (Salacca zalacca) auf Java

Die Vertreter sind stammlose, diözische, hapaxanthe oder pleonanthe Palmen. Das Vorblatt des Blütenstandes zerreißt abaxial oder adaxial. Sie kommen in Südostasien und West-Malesien vor.
- Eleiodoxa (Becc.) Burret
- Salacca Reinw.

### Subtribus Metroxylinae
Die einzige Gattung besteht aus baumförmigen, meist hapaxanthen Palmen. Der Blütenstand ist teilweise mit dem Internodium verwachsen. 
- Metroxylon Rottb.

### Subtribus Pigafettinae
Die einzige Gattung besteht aus mehrmals blühenden, diözischen Baumpalmen. Die blütentragenden Blütenstandsachsen (Rachillae) sind schlank und tragen stark reduzierte Brakteen. Die männlichen Blüten stehen paarig, die weiblichen einzeln. 
- Pigafetta (Blume) Becc.

### Subtribus Plectocomiinae
Die Vertreter sind kletternde, diözische und hapaxanthe Palmen. Die Blätter tragen Ranken ohne Akanthophylle. Der Blütenstand ist mit dem Internodium verwachsen. Die drei Gattungen sind eng verwandt und kommen in den Tropen Asiens vor. Im Vergleich zu den Calaminae fehlt ihnen ein Knie in der Blattscheide. 
- Plectocomia Mart. & Blume
- Myrialepis Becc.
- Plectocomiopsis Becc.

### Subtribus Calaminae
Die Vertreter der Calaminae sind kletternde oder stammlose, diözische, meist mehrfach blühende Palmen. Wenn die Blätter Ranken besitzen, dann ohne Akanthophylle. Der Blütenstand ist mit dem Internodium und der Blattscheide verwachsen. Die Blattscheide besitzt meist eine knieartige Schwellung unterhalb des Blattstiel-Ansatzes. Die Antheren sind dorsifix. Die Subtribus enthält die meisten kletternden Palmen, die in Südostasien und Malesien vorkommen, sowie auch die wirtschaftlich bedeutendsten Rattanpalmen. Es gibt nur noch eine Gattung:
- Calamus L. (Syn.: Palmijuncus Rumph. ex Kuntze nom. illeg., Calospatha Becc., Cornera Furtado, Rotang Adans., Rotanga Boehm., Schizospatha Furtado, Zalaccella Becc., Ceratolobus Blume ex Schult. & Schult. f., Daemonorops Blume, Pogonotium J.Dransf., Retispatha J.Dransf.)